# Rocco Carbone
Rocco Carbone   (Cosenza, 1975) és un filòsof i analista polític argentí d'origen italià, centrat en la teoria del poder mafiós, la filosofia de la cultura, discursivitats i processos polítics i culturals d'Amèrica Llatina.

## Trajectòria
Es va doctorar en filosofia a la Universitat de Zúric amb Martin Lienhard. A Argentina va treballar amb l'escriptor David Viñas a la Universitat de Buenos Aires.
És professor i investigador del Consejo Nacional de Investigaciones Científicas y Técnicas. Als seus treballs ha discutit les categories del «centificidi» enfront de les polítiques socialment regressives del «CEOliberalisme» argentí; les modalitats i les declinacions del «doble poder mafiós» situat a les trames de l'estatalitat; el «feixisme psicotitzant» en tant que retorn del feixisme arqueològic i l'ampliació de la mafiositat al cor de l'Estat.
Escriu sobre la raó mafiosa present a la vida política argentina i específicament en la teoria de l'estat del govern de Cambiemos. Ha col·laborat amb el diari Página/12  i participa a Radio Mares al programa Jugo de Llmón de Sandra Russo i Jorge Elbaum.